# Ram Baran Yadav

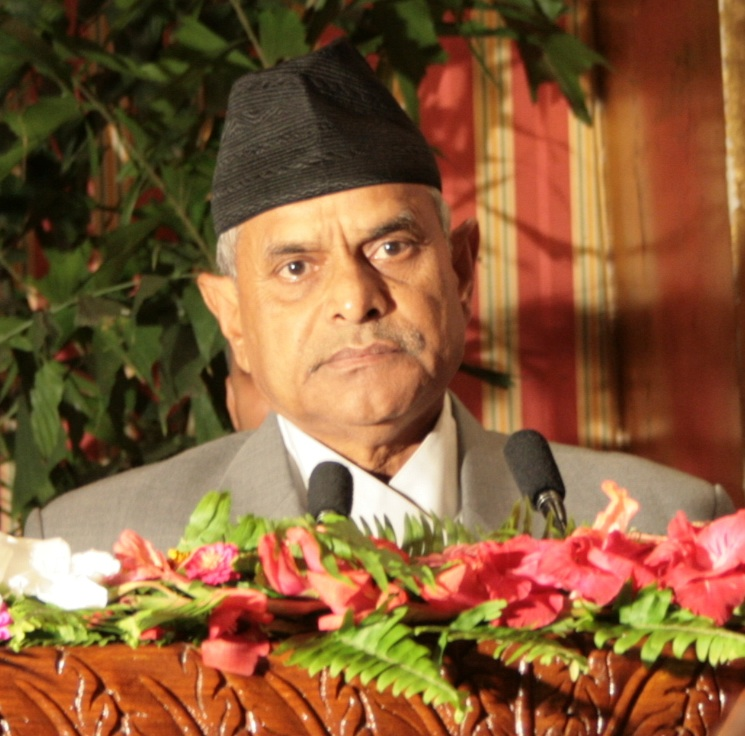
Ram Baran Yadav

Ram Baran Yadav là vị tổng thống đầu tiên của nền Cộng hòa Nepal.
Tiến sĩ Yadav sinh 4 tháng 2 năm 1948, thuộc sắc tộc Madheshi ở miền Nam Nepal. Tốt nghiệp Trường đại học Y khoa Calcutta (Ấn Độ). Năm 1991, ông trở thành Bộ trưởng Y tế và sau đó trở thành Tổng thư ký của đảng Quốc đại.
Ngày 21 tháng 7 năm 2008, với 308 phiếu ủng hộ trên tổng số 590 dân biểu Quốc hội lập hiến, Yadav đắc cử Tổng thống và trở thành tổng thống đầu tiên trong lịch sử nước Cộng hòa Nepal. 